# ۱٬۱-دی‌فلورواتیلن
۱٬۱-دی‌فلورواتیلن، که با نام وینیلیدین فلوراید نیز شناخته می‌شود، یک هیدروفلوروالفین است. این ماده به صورت گاز قابل اشتعال است. تولید جهانی آن در سال ۱۹۹۹ تقریباً ۳۳۰۰۰ تن بوده‌است. این ماده عمدتاً در تولید فلوروپلیمرهایی مانند پلی‌وینیلیدین فلوراید استفاده می‌شود.

## فرآوری
۱٬۱-دی فلوئورواتیلن را می‌توان با واکنش حذفی از یک ترکیب ۱٬۱٬۱-تری هالواتان، به عنوان مثال، با حذف هیدروژن کلرید از ۱-کلرو-۱٬۱-دی‌فلوئورواتان، تهیه کرد.
یا به وسیله از دست دادن هیدروژن فلوراید از ۱٬۱٬۱-تری‌فلوئورواتان:

## همچنین ببینید
- پرفلورو ایزوبوتن